# Partido Progresista (Singapur)
El Partido Progresista (en inglés: Progressive Party; en malayo: Parti Progresif) fue un partido político de Singapur cuando era una colonia británica, que ganó las elecciones legislativas de 1948, en las cuales solo votaban los británicos y el Consejo Legislativo tenía un poder sumamente limitado. Era de ideología conservadora y derechista.
Con la introducción de la Constitución de Rendel, en 1954, se dio más poder a los lugareños, más asientos del consejo legislativo y sufragio universal. El PP no fue capaz de apelar al electorado, ya que tenía políticas conservadoras pro-coloniales. El electorado, en su mayoría chinos de clase trabajadora, apoyó al Frente Laborista radical y al Partido de Acción Popular. Sin embargo, el PP disputó 22 escaños de consejeros legislativos. El PP no logró ganar las elecciones sucesivas en las elecciones generales de 1955, ganando sólo 4 de los 22 que se disputaron, sin que ninguno de sus líderes ocupara ningún puesto. Se fusionaron con el Partido Demócrata para formar el Partido Socialista Liberal.